# Гребен (Босния и Герцеговина)
Гребен (серб. Гребен / Greben) — село в общине Вишеград Республики Сербской Боснии и Герцеговины. Население составляет 77 человек по переписи 2013 года.